# 挪威 (密歇根州)
挪威（英語：Norway）是一個位於美國密歇根州迪金森縣的城市。

## 人口
根據2020年美國人口普查的數據，挪威的面積為24.73平方千米，當中陸地面積為24.51平方千米，而水域面積為0.22平方千米。當地共有人口2840人，而人口密度為每平方千米115人。